# شنیتسل

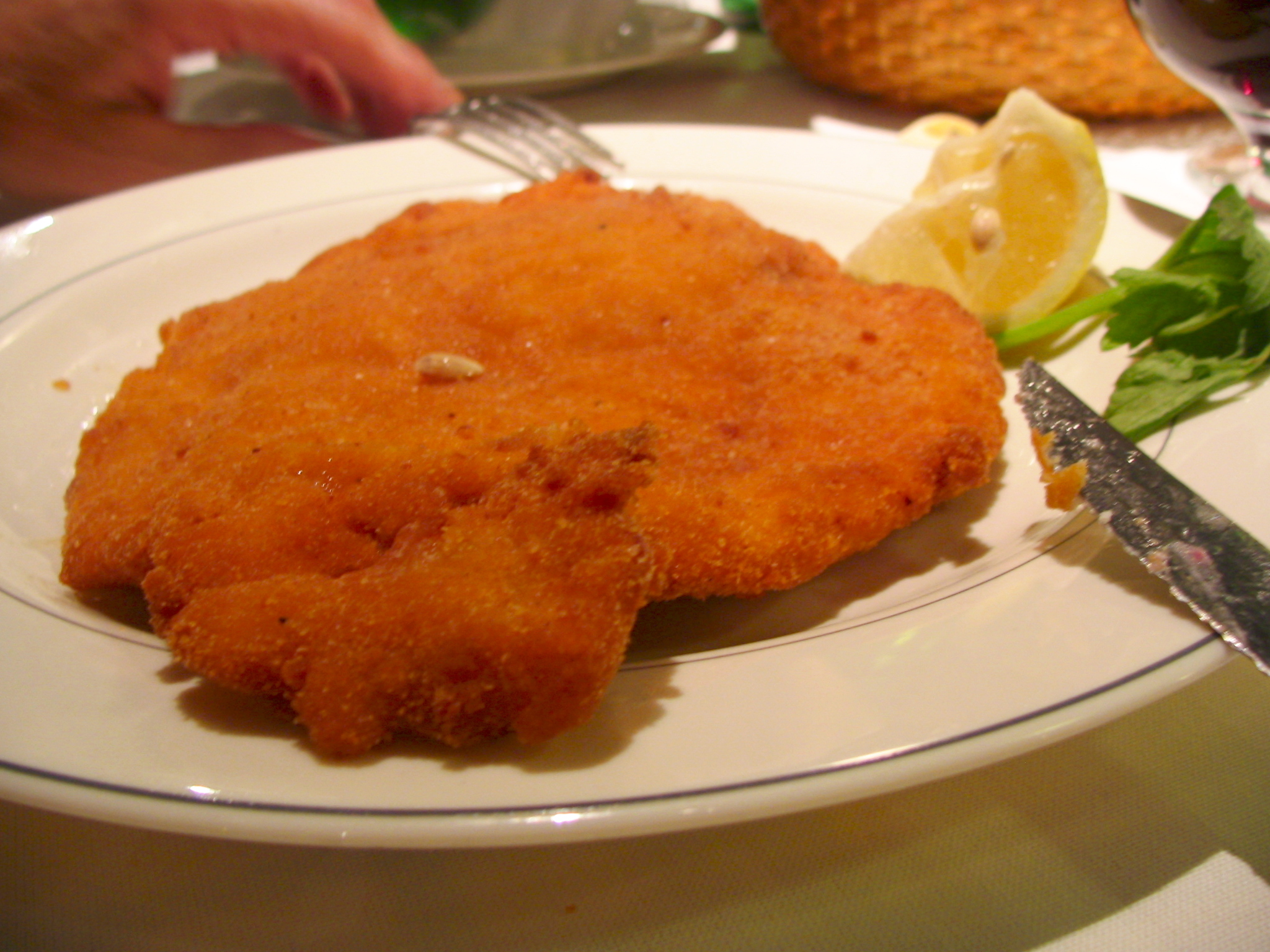
شنیتسل

شنیتسل یک برش نازک از گوشت سرخ شده است. گوشت معمولاً با گوشت‌کوب نرم می‌شود. معمولاً گوشت‌ها قبل از سرخ کردن با پودر سوخاری پوشیده می‌شوند. شنیتسل سوخاری در بسیاری از کشورها محبوب است و با استفاده از گوشت گوساله، گوشت خوک، مرغ، گوشت گوسفند، گوشت گاو یا بوقلمون تهیه می‌شود. این غذا در سراسر نقاط دنیا به شکل‌های متفاوتی تهیه می‌شود و در کشورهای مختلف نام‌های مختلفی شهرت دارد.

## طرز تهیه

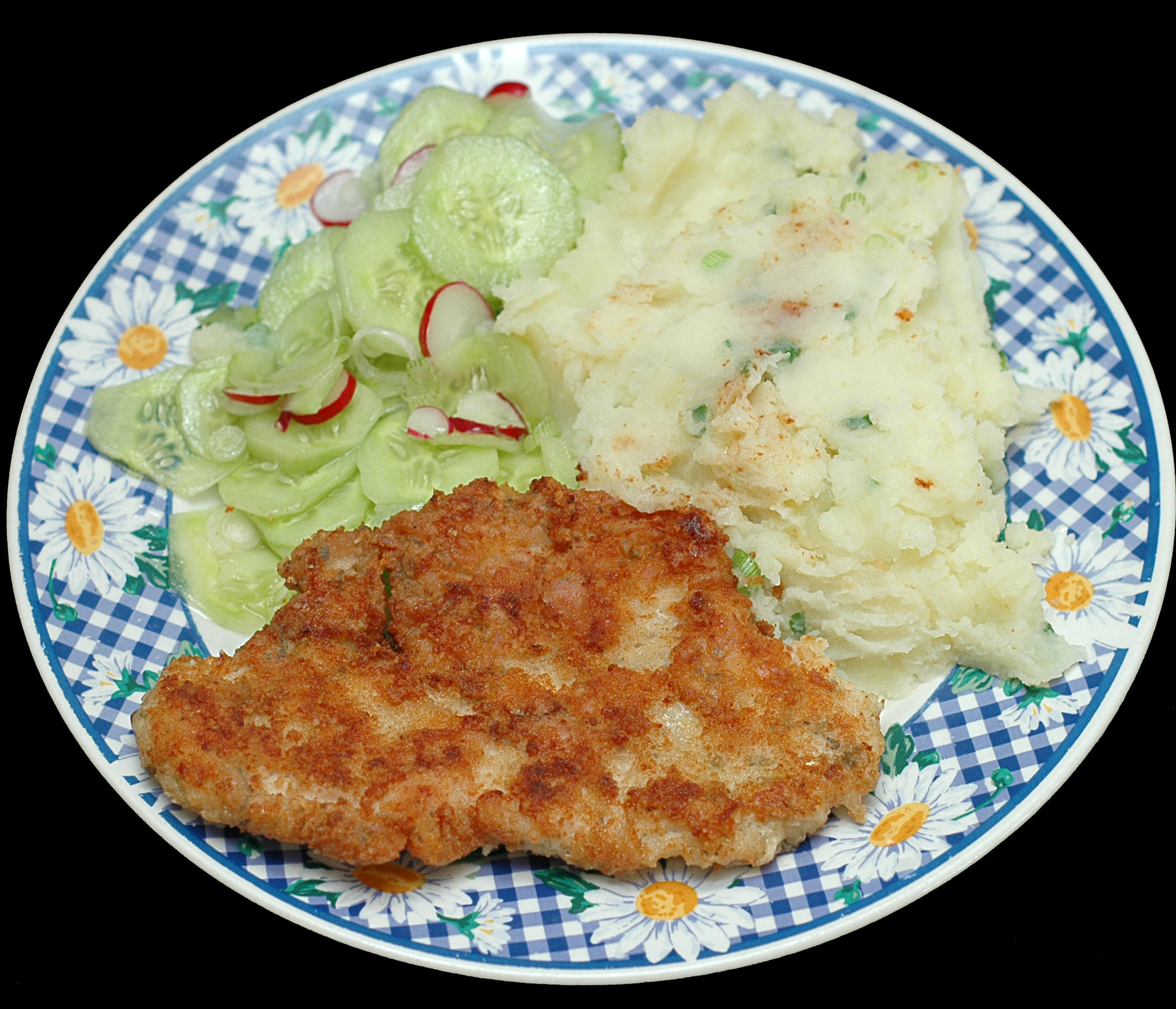
شنیتسل و سالاد

برای تهیه شنیتسل، گوشت کوبیده‌شده بدون استخوان را با آرد سوخاری پوشانده و سپس سرخ می‌کنند.

### آمریکای جنوبی
این غذا در آرژانتین، بولیوی، پاراگوئه، پرو، مکزیک و ونزوئلا با نام میلانیسا شناخته می‌شود.

### ایران
این غذا در ایران نیز از محبوبیت خاصی برخوردار است و احتمال می‌رود برای اولین بار در جنگ‌جهانی دوم به ایرانیان معرفی شده‌است. شنیتسل عرضه شده در ایران اندازه‌ای نسبتاً کوچکتر نسبت به نمونه‌های دیگر کشورها دارد و معمولاً به همراه لیمو ترش سرو می‌شود. در ایران نمونه‌ای دیگر از شنیتسل نیز بسیار محبوب است که کتلت نامیده شده و نمونه‌های بسیاری در شهرهای مختلف ایران دارد.